# Fité (motocicleta)
Fité fou una marca catalana de motocicletes de motocròs i enduro, fabricades durant els anys 90 a Castellar del Vallès.
L'empresa fabricà també karts i buggies per a curses d'autocross.